# Spider-Man: The New Animated Series
Spider-Man: The New Animated Series (Las increíbles Aventuras de Spider-Man en España, y El Hombre Araña: La Serie en Latinoamérica) es una serie animada de televisión de superhéroes estadounidense, basada en el personaje homónimo de Marvel Comics, y producida por Mainframe Entertainment, Marvel Enterprises, Adelaide Productions y Sony Pictures Television.
Inicialmente concebida cómo una adaptación de los cómics Ultimate Spider-Man, escritos por Brian Michael Bendis e ilustrados por Mark Bagley, la serie fue reajustada para convertirse en una continuación directa de la película Spider-Man (2002) de Sam Raimi, manteniendo varios de los personajes y elementos provenientes de la cinta. No obstante, los sucesos ocurridos en la serie serían ignorados en Spider-Man 2, convirtiéndose en un universo separado. La adaptación de los cómics Ultimate llegaría 9 años después, bajo la mano de Marvel Animation y transmitida por Disney XD.
A diferencia de sus predecesoras, Spider-Man: The New Animated Series se creó utilizando imágenes generadas por computadora (CGI) y renderizadas en cel shading, y contó con una temporada de 13 episodios, transmitida enteramente por el canal MTV en los Estados Unidos del 11 de julio al 12 de septiembre del año 2003.

## Actores de voz
El doblaje original de la serie contó con la participación de Neil Patrick Harris cómo Peter Parker/Spider-Man, Lisa Loeb cómo Mary Jane Watson e Ian Ziering cómo Harry Osborn. Además, el actor Michael Clarke Duncan dio vida al villano Kingpin (quien lo interpretó previamente en la película Daredevil), el músico Rob Zombie prestó su voz para el personaje del Doctor Curt Connors/El Lagarto y Stan Lee, cocreador de Spider-Man, hizo una aparición cómo Frank Elson en los últimos dos episodios de la serie.
El doblaje para Latinoamérica contó con la mayoría de los actores de voz que intervinieron en la película Spider-Man (2002).
| Personaje                          | Voz en inglés         | Voz en español (HI) |
| ---------------------------------- | --------------------- | ------------------- |
| Spider-Man/Peter Parker            | Neil Patrick Harris   | Luis Daniel Ramírez |
| Mary Jane Watson                   | Lisa Loeb             | Claudia Motta       |
| Harry Osborn                       | Ian Ziering           | Arturo Mercado Jr.  |
| Indira Daimonji                    | Angelle Brooks        | Rossy Aguirre       |
| J. Jonah Jameson                   | Keith Carradine       | Alejandro Mayen     |
| Dr. Curt Connors/Lizard            | Rob Zombie            | Alfonso Ramírez     |
| Kingpin                            | Michael Clarke Duncan | Juan Carlos Tinoco  |
| Max Dillon/Electro                 | Ethan Embry           | Carlos Iñigo        |
| Sergei Kravinoff/Kraven el Cazador | Michael Dorn          | Jorge Santos        |
| Silver Sable                       | Virginia Madsen       | Yolanda Vidal       |
| Alison Tomita                      | SuChin Pak            | Mónica Villaseñor   |
| Louis Wyler/Turbo Jet              |                       | José Luis Reza      |
| Christina                          | Tara Strong           | Liliana Barba       |
| Frank Elson                        | Stan Lee              | Francisco Colmenero |
| Cheyenne/Talon                     | Eve                   | Gabriela Gómez      |
| Flash Thompson                     | Devon Sawa            | Jorge Palafox       |

### Apariciones de Villanos y Similitudes
- Max Dillon/Electro
- Dr. Curt Connors/Lizard
- Silver Sable
- Kraven
- Kingpin

- Pterodax/El Buitre
- Mellizos Gaines/Mysterio
- Cheyenne/Gata Negra
- Turbo Jet/Rocket Racer
- Shikata/Calypso & Elektra Natchios
- Christina & Dr. Zellner son Exclusivos de la serie

## Episodios
Debido a varios retrasos en la producción, los episodios salieron al aire en el orden incorrecto al establecido en el guion. Esto causó cierta confusión con el público en relación con la cronología de la serie. El DVD incluyen los episodios en el orden correcto. En () el orden correcto.
| Episodio | Título                                                                                    | Estreno                  |
| --- | ----------------------------------------------------------------------------------------- | ------------------------ |
| 1 (8) | «The Party La Fiesta (LA/ES)»                                                             | 11 de julio de 2003      |
| El amigo nerd de secundaria de Peter Parker, Max Dillon, se ve atrapado en una broma mortal que unos chicos de una fraternidad lo obligan a hacer como iniciación, que acaba por convertirlo en Electro, un villano cuyo cuerpo está compuesto de alto voltaje y ahora busca venganza en el campus. Solo Spider-Man puede detener la venganza sobre los estudiantes. |                                                                                           |                          |
| 2 (4) | «The Sword of Shikata La Espada de Shikata (LA/ES)»                                       | 11 de julio de 2003      |
| La maestra de las artes marciales y habilidosa espadachín Shikata es enviada a capturar a Spider-Man para la colección de animales exóticos de un coleccionista muy rico. Shikata determina que Spider-Man es un adversario muy noble para ser capturado y encerrado ¡Ahora deben pelear hasta la muerte! |                                                                                           |                          |
| 3 (5) | «Keeping Secrets Secretos (LA)/Guardando Secretos (ES)»                                   | 18 de julio de 2003      |
| Spider-Man debe capturar a Talon/Cheyenne, una ladrona detrás de una serie de robos de alto riesgo alrededor Nueva York. Todo se complica cuando Peter, descubre la identidad de secreta de Talon/Cheyenne – quien resulta ser la nueva novia de su mejor amigo Harry. |                                                                                           |                          |
| 4 (3) | «Law of the Jungle La Ley de la Selva (LA)/La Ley de la Jungla (ES)»                      | 18 de julio de 2003      |
| El Dr Connors, se inyecta con una muestra alterada de ADN de reptil, que lentamente lo transforma en el vicioso y primitivo Lagarto. A medida que la fórmula afecta el cerebro del Dr Connors, Spider-Man debe evitar que tome venganza de aquellos que lo dañaron, incluyendo a la empresa O.S.C.O.R.P. y a Harry. |                                                                                           |                          |
| 5 (6) | «Tight Squeeze Rehén (LA)/En Apuros (ES)»                                                 | 25 de julio de 2003      |
| Tres exagentes de KGB toman rehenes, incluyendo a Peter y su nuevo interés romántico Indy. Su demanda es simple: ellos quieren a Spider-Man! Peter, debe usar todo su ingenio y habilidad para encontrar una manera de derrotar a los Pterodax sin revelar su identidad secreta. |                                                                                           |                          |
| 6 (7) | «Head Over Heels De Cabeza (LA)/Perdidamente Enamorada (ES)»                              | 25 de julio de 2003      |
| La nueva compañera de laboratorio de Peter, Christina, lee su mente con su nuevo invento: La corona Extrasensorial. Esta sufre una falla lo que causa que el cerebro de Christina sea irradiado con electricidad alterando su percepción de la realidad. Sin poseer la habilidad de distinguir la realidad de la fantasía, Christina intenta asesinar a Mary Jane para poder despejar la competencia por el amor de Spider-Man. Aparece Max Dillon antes de convertirse en Electro, cuando ya había aparecido en la serie. |                                                                                           |                          |
| 7 (11) | «When Sparks Fly Cuando Hay Chispas (LA)/Cuando Las Chispas Vuelan (ES)»                  | 1 de agosto de 2003      |
| Electro, vuelve de su presunta muerte para que Sally, una chica de la cual se enamoró, se convierta en una criatura de electricidad como él, y así poder pasar la eternidad con ella. |                                                                                           |                          |
| 8 (10) | «Spider-Man Dis-Sabled Cámara Escondida (LA)/Spider-Man Desarmado (ES)»                   | 8 de agosto de 2003      |
| Peter, cubre una conferencia de prensa y desapercibidamente consigue evidencia incriminatoria contra de Silver Sable, una asesina a sueldo de Europa del Este. Ahora no se detendrá ante nada — incluyendo matar a Mary Jane, Harry e Indy. — para recuperar el video. |                                                                                           |                          |
| 9 (2) | «Royal Scam Trampa en las Alturas (LA)/Mentiras Reales (ES)»                              | 15 de agosto de 2003     |
| Spider-Man es engañado por el infame Kingpin para robar el TX-1 un súper-chip, diseñado para desencriptar transmisiones satelitales secretas que manejan las finanzas mundiales. Su única esperanza es recuperarlo para enmendar su error. |                                                                                           |                          |
| 10 (1) | «Heroes & Villains Héroes y Villanos (LA/ES)»                                             | 22 de agosto de 2003     |
| Spider-Man pelea con un villano llamado Turbo Jet, un imitador moderno de Robin Hood que utiliza un sistema de propulsión casero, que roba a los ricos para dar a los pobres. Las cosas empeoran cuando la gente apoya a este en vez de a Spider-Man |                                                                                           |                          |
| 11 (9) | «Flash Memory Flash el Genio (LA)/La Memoria de Flash (ES)»                               | 29 de agosto de 2003     |
| El Dr. Zellner prueba su "Droga de la inteligencia" en el enemigo de Peter, el mariscal de campo Flash Thompson, el cual desarrolla picos evidentes de crecimiento intelectual. Sin embargo, la droga no solo impulsa su IQ también puede tener un efecto mortal en Flash. Con solo minutos para poder encontrar un antídoto, Zellner toma la sugerencia de Flash de que experimente en alguien que ya fuese inteligente: Peter Parker |                                                                                           |                          |
| 12 | «Mind Games, Part One Juegos Mentales, 1.ª Parte (LA)/Guerra Psicológica, 1.ª Parte (ES)» | 5 de septiembre de 2003  |
| Los mellizos Gaines, un hermano y hermana con habilidades telepáticas, escapan de un convoy armado, pero Spider-Man los arresta después de superar sus oleadas mentales con su voluntad superhumana. Después, justo cuando Spider-Man le revela a Mary Jane que en realidad es Peter Parker, Kraven el Cazador lo confronta. Como venganza por los años que paso en la cárcel, Kraven el Cazador ataca a Mary Jane con uno de sus dardos venenosos. Spider-Man se apura a su lado pero es muy tarde, Mary Jane muere al instante. Tras esto, se muestra a Spiderman siendo manipulado por los gemelos, dando a entender que todo fue un sueño. Los gemelos hablan entre ellos diciendo: "Ahora Kraven pagará por lo que hizo a nuestros padres". Acto seguido, le ordenan a Spiderman buscar y matar a Kraven. Al retirarse Spiderman, el hermano le pregunta a un hombre: "¿Dónde está?". El hombre abre una puerta y se muestra a Mary Jane atada y amordazada en el piso, mirando con enojo a los gemelos. El hermano dice: "Spiderman debe pensar que está muerta. Y si eso significa matarte de verdad, no hay problema", mientras toca la cara amordazada de Mary Jane. El episodio finaliza con Spiderman buscando a Kraven. |                                                                                           |                          |
| 13 | «Mind Games, Part Two Juegos Mentales, 2.ª Parte (LA)/Guerra Psicológica, 2.ª Parte (ES)» | 12 de septiembre de 2003 |
| Spider-Man descubre que fueron los gemelos Gaines quienes lo engañaron haciéndole creer que Mary Jane había muerto en las manos de Kraven, y como consecuencia, buscar venganza. Una vez descubierto el engaño el acorrala a los mellizos en su guarida – pero todo da un giro inesperado cuando otra vez engañan a Spider-Man. Esta vez forzándolo a que lastime a Indy, con consecuencias catastróficas. Podrá la culpa hacer que Peter cuelgue su traje de Spider-Man ¿para siempre? |                                                                                           |                          |